# Jydsk Rengøring
Jydsk Rengøring A/S var et rengøringsselskab stiftet i 1954 af Svend Andersen i Aalborg.
I 2000 blev firmaet solgt til ISS.
Med 5.000 ansatte var Jydsk Rengøring Danmarks næststørste rengøringsselskab.
Senere Finansminister og formand for Folketinget Thor Pedersen var indtil midten af oktober 2000 direktør i Jydsk Rengøring.
I 1999 indgik han som direktør en sponsoraftale med Farum Boldklub på 450.000 kr.
Firmaet havde samtidig serviceaftaler med Farum Kommune:
Drift af omkring 100 plejeboliger samt rengøring i Farum Park og Farum Arena.
Da ISS overtog Jydsk Rengøring ønskede dette firma ikke at viderføre sponsoraftalen og kort efter mistede ISS aftalerne om Farum Park og Farum Arena.
Svend Andersen stiftede i 1976 JRS-Fonden, der bl.a. støtter lægevidenskabelig forskning.
ISS forsvarer stadig navnet Jydsk Rengøring:
ISS's krævede i 2008 at firmaet Jysk Rengøring Århus Aps (jysk uden "d") ændrede navn.
Jysk Rengøring Århus var et firma med 10 ansatte, drevet af Peter Larsen og hans kone og stiftet i 2007.
I 2009 tabte den ålborgensiske rengøringsvirksomhed Jysk Rengøring med direktør Knud Erik Petersen retten til navnet i Landsretten.
Jysk Rengøring havde ændret dets navn fra K.E. Erhvervsservice og i 2005 registreret Jysk Rengørings logo hos Patent- og Varemærkestyrelsen.

## Henvisning
1. ↑  "Jysk Rengøring A/S grundlægger, er død". Business.dk. 25. april 2001. Hentet 9. august 2010.
2. ↑  "Thor P.'s aftale ikke dubiøs". Information. 15. februar 2002.
3. ↑  "ISS buldrer frem mod lille firma". jpaarhus.dk. 4. juli 2008. Arkiveret fra originalen 3. november 2008. Hentet 9. august 2010.
4. ↑  Anders Kanberg (6. august 2009). "Rengøringsgigant i navnestrid". evb.dk.